# Derrykeighan-Stein

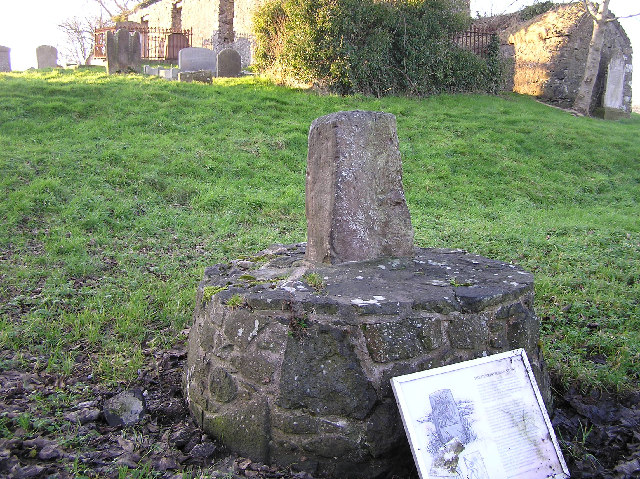
Derrykeighan-Stein

Der Derrykeighan-Stein im County Antrim ist der einzige latènezeitliche Bildstein in Nordirland und einer von nur fünf auf der irischen Insel. Er ist in Flachrelief geschnitzt, mit einem einzigartigen, kontinuierlichen, abstrakten Design, das ein frühes Beispiel aus der keltischen Eisenzeit im County Antrim im nordöstlichen Nordirland ist. Er wurde 1977 bei Renovierungsarbeiten in den Ruinen der alten Kirche von Derrykeighan (irisch Doire Caocháin), östlich von Coleraine, entdeckt.
Der rechteckige flache Stein ist 0,90 m hoch, 0,45 m breit und 0,22 m dick und war wahrscheinlich von ritueller Bedeutung für die heidnischen Menschen und wurde dennoch  in die Wand einer Kirche eingebaut. Er wurde vom Ulster Museum ausgebaut und durch eine Replik ersetzt. Das latènezeitliche Design des Steins wird vom Ballymoney Museum als Emblem verwendet.
Der Stein ist nicht Teil der ursprünglichen Bausubstanz, noch konnte er zu einer früheren Kirche auf dem Gelände gehört haben. Er ist in einem Stil dekoriert, der etwa ins 1. Jahrhundert datiert werden kann. Er zeigt, dass die Kunst lokal war und die Elemente nicht importiert wurden. Der Stein wurde zu einer Zeit geschnitzt, als der Einfluss der Kelten von Kontinentaleuropa bis Irland und Schottland reichte.